# 渠马镇
渠马镇，是中华人民共和国重庆市云阳县下辖的一个乡镇级行政单位。

## 行政区划
渠马镇下辖以下地区：
将军梁社区、土岩村、龙胜村、大梁村、白岭村、惠龙村、红河村、天岭村、白银村、柴林村、渠富村和促进村。